# 奈良テレビ放送
奈良テレビ放送株式会社（ならテレビほうそう、Nara Television Co., Ltd.）は、奈良県を放送対象地域としてテレビジョン放送事業を行う特定地上基幹放送事業者である。奈良県が筆頭株主の第3セクターである。通称は奈良テレビ、略称はTVN（TV NARA。通称や英称とは順序が逆）。

## 概要
1973年4月に開局して以来、コミュニティ放送を除いて唯一の奈良県域の民間放送局。2006年4月1日12時より、地上デジタル放送を開始した（当初は同年10月1日に開始予定だったが、半年前倒しされた）。
開局以来、どの系列にも属さない独立放送局で、全国独立放送協議会に加盟している。しかし、近畿広域圏ではテレビ東京系列局のテレビ大阪の放送対象地域が大阪府のみで、奈良県では生駒市や奈良市など県北西部の一部の地域を除いて同局を受信できないことから、それを補完するようにテレビ東京系列の番組を大量に購入して放送している（近畿地方では、滋賀県のびわ湖放送や和歌山県のテレビ和歌山も同様）。ただし、『ワールドビジネスサテライト』など少数のネットセールス番組を除いて、同時ネットであってもCMは差し替えている。また消費者金融のCMも流しておらず、ネットセールス番組内に含まれる場合はACジャパンのCMに差し替える。
地上デジタル放送のリモコンキーIDは「9」。この番号は、公式には他に同じ独立局の東京都域放送メトロポリタンテレビでしか使われていないものである。また、地上アナログ放送時代の親局のチャンネル番号である55chも日本で最も高い番号であった。現在のマスコットキャラクターは、鹿をモチーフにした「たしか君」と「もしかちゃん」（キャラクターデザインは芳岡ひでき）である。キャッチコピーは、2023年に開局50周年を記念して制定された「#なんかええやん奈良テレビ」。
近畿地方では最後に音声多重放送を開始(1997年)した局にして、日本で最後に公式ウェブサイトを開設し、ワンセグ放送を民間放送で最後に開始したテレビ局でもある。なお、過去に『週刊ダイヤモンド』（2007年6月2日号）で掲載された「民放127局経営力ランキング」では規模の小ささゆえに127位（最下位）と評されたものの、近年の決算は、通販番組（テレビショッピング）の収入等で黒字基調で推移しており、独立放送局の中では比較的安定した経営を行っている。
2024年4月8日から一部の自社制作番組について、在京民放キー局5社が共同運営している動画配信サービス「TVer」への供給を開始した。

### 事業所
本社
- 奈良県奈良市法蓮佐保山3丁目1番11号

大和高田支局
- 奈良県大和高田市片塩町7番14号 サニー片塩2階

東京支社
- 東京都中央区銀座5丁目13番2号 長岡ビル6階

大阪支社
- 大阪府大阪市北区堂島2丁目1番27号 桜橋千代田ビル5階

出典

## 沿革
- 1972年（昭和47年）2月7日 - 設立。設立発起人、および初代社長は当時の近畿日本鉄道の社長、佐伯勇[8]。
- 1973年（昭和48年）4月1日 - 開局。開局当初の略称は「UTN」（「UHF TV NARA」の略）だった。
  - 開局時の本社は奈良市法蓮町にあった。また、開局時の中継局は栃原と奈良西のみ。
- 1984年（昭和59年）11月1日 - 日本で初めてとなる、日中の放送休止時間帯を利用した『UTN文字ニュース』（テレビ文字ニュース）を放送。
- 1989年（平成元年）3月1日 - 略称を「TVN」（TV NARA）に変更し、現在も使用中のCIを導入（※「NTV」は既に日本テレビが略称を使用していたため、結果的に「奈良」と「テレビ」を入れ替えた形に）。
- 1997年（平成9年）- 音声多重放送開始。
- 2004年（平成16年）10月22日 - 現在の本社・演奏所として使用されている新社屋が竣工。
- 2004年（平成16年）11月1日 - 本社機能を新社屋に移転。
- 2005年（平成17年）4月1日 - 放送センター機能を新社屋に移転。
- 2006年（平成18年）4月1日 - 地上デジタル放送開始。リモコンキーIDは9、コールサインはJONM-DTV。
- 2009年（平成21年）12月1日 - ワンセグ2サービス「ならセグ」を実施開始。
- 2011年（平成23年）7月24日 - 地上アナログ放送が終了、地上デジタル放送へ完全移行された。
- 2016年（平成28年）3月31日 - 「ならセグ」が終了し、同年4月1日以降はサイマル放送（S1、691）のみとなる。
- 2023年（令和5年）4月1日 - 開局50周年。
- 2024年（令和6年）
  - 3月25日 - 主調整室（マスター）設備を更新。これにより、マルチ編成が可能となった[9]。
  - 4月8日 - 民放公式の無料動画配信サービス「TVer」での見逃し配信を開始[7]。

## 資本構成
企業・団体は当時の名称。出典：

### 概要
筆頭株主は15％を出資する奈良県。次いで、近鉄グループもグループ3社（近畿日本鉄道・奈良交通・近畿日本ツーリスト）の合計で15％弱を出資する。設立に携わった近鉄は天気予報など、複数の番組でしばしばスポンサーとなるなど関係が深い。奈良県の地場企業では、南都銀行が関連会社（南都商事）名義を合わせて約14％弱を出資している。

### 2023年3月31日
| 資本金      | 発行済株式総数 | 株主数 |
| ----------- | -------------- | ------ |
| 5億3300万円 | 1,066,000株    | 63     |

| 株主               | 株式数    | 比率   |
| ------------------ | --------- | ------ |
| 奈良県             | 160,000株 | 15.00% |
| 南都商事           | 096,000株 | 09.00% |
| 天理教             | 076,000株 | 07.12% |
| 産業経済新聞社     | 072,000株 | 06.75% |
| 関西電力           | 060,000株 | 05.62% |
| 近畿日本鉄道       | 052,000株 | 04.87% |
| 南都銀行           | 052,000株 | 04.87% |
| 近畿日本ツーリスト | 052,000株 | 04.87% |
| 奈良交通           | 052,000株 | 04.87% |
| 奈良県農業協同組合 | 048,000株 | 04.50% |

## 編成の特徴
前述の通り、現在は奈良県内におけるテレビ東京系列局のような位置付けにある。一方で、1990年代までは自社制作の番組は少なく、歴史・教養番組に力を入れていた。
これは、設立目的の1つに学校などに向けた教育放送を行うことが盛り込まれていたためで、かつてはNHK教育テレビジョン（Eテレ）のような教育番組を自社制作していた（現在は行っていない）。当初は小学3 – 6年生の算数と4年生の社会（奈良県について）の2科目で、算数は岩波映画製作所が制作し、川久保潔や堀絢子などの声優が顔出しで出演していた。その後、教育課程の変更により新しく制作された番組や小学2年の算数の番組は、エキスプレスなどの大阪府の制作会社が制作を担当した。この教育放送は、原則として毎週月・水曜の午前中と金曜の14時台に放送されていた。こういった事情から、開局して数年は『週刊TVガイド』に番組表を掲載していなかった。
また開局当初の年末年始には、当時マイクロウェーブ回線が十分に整備できず、東京12チャンネル他からの同時ネットができないなどから、実勢放送時間がわずか30分強など、極端に短時間の放送で終わった例もあった。
開局当時の大まかな編成
- 月・水曜10:45-11:45、同13:30-13:50、14:20-14:40　学校向け放送

（それ以外の日中、17:55（日曜は16:35）まではテストパターン画像と試験信号。公式には17:30-17:55（日曜16:00-16:35）までとされた）
- 17:55-18:00（日曜16:35-16:40）　オープニング
- （日曜のみ）16:40-17:55　東京12チャンネル制作番組（テープネット）
- 18:00-18:05（日曜17:55-18:00） UTNニュースと天気予報
- 18:05-18:55（日曜除く） UTNジョッキー ミュージック・イン・ナラ
- 18:55-19:00（日曜除く） UTNニュースと天気予報
- 19:00-20:55（土曜19:00-19:55、日曜18:00-19:55）　東京12チャンネルなど他局制作番組（テープネット）、または他局著作権版権切れのテレビ映画、ドキュメンタリーなど
- 20:55-21:00（日曜19:55-20:00）　UTNニュースと天気予報
- 21:00-22:25（土・日曜20:00-21:30）　映画（火・金曜のみ日本映画、他は外国映画）
  - 月・水・木曜:UTN〇曜洋画劇場
  - 火曜:UTN火曜邦画劇場
  - 金曜:UTNゴールデンスター劇場
  - 土曜:近鉄土曜ロードショー
  - 日曜:UTN日曜ロードショー
- 22:25-22:30（日曜除く　土・日曜21:30-21:50も）　県広報他
- 22:30-23:00（日曜除く　土曜21:55-22:25も） 　東京12チャンネルなど他局制作番組（テープネット）、または他局著作権版権切れのテレビ映画、ドキュメンタリーなど
- 23:00-23:05（日曜21:50-21:55） UTNニュースと天気予報
- 23:05-23:10（日曜21:55-22:00） クロージング（以後テストパターンと試験信号）

1984年（昭和59年）11月からは、日中の放送休止時間帯を利用して共同通信社から配信された文字ニュースを、『UTN文字ニュース』のタイトルで日本で初めて実施した（それまではカラーバーやテストパターン映像が放送されていた。文字ニュースは後にKBS京都、三重テレビ、岐阜放送、群馬テレビなどの各局でも放送された）。
2003年（平成15年）6月に弓場季彦が代表取締役社長に就任してからは自社制作が増え始め、ニュース番組が昼間にも放送されるようになったほか、平日夕方と夜のニュース番組も徐々に拡大されていった。弓場季彦の社長就任後にスタートした番組には、弓場本人が実質的に直接制作に関与しており、自ら出演するレギュラー番組も5本あった（著名人へのインタビューや深夜の映画番組での解説役など）。ニュースや地域情報番組へのゲスト出演や、改編期などの宣伝番組でも進行役を務めたりと、積極的に顔を出していた。他に、弓場は複数の自著を出版しており、その書籍のCMも放送された。また、地域情報番組『ざっくばらん』の後番組として放送されていた『気になる時間』で、「奈良倉健」名義で司会を務めていた山根康広が歌うエンディングテーマのPVにも出演していた。なお、弓場は2008年（平成20年）、3期満了（任期・1期2年）により社長を退任した。
KBS京都、三重テレビなど隣接する独立局とは異なり自社制作の番組を他局に販売するレギュラー番組はこれまで皆無に等しかったが2022年（令和4年）3月に開局したBSよしもととの共同制作で『笑い飯哲夫のおもしろ社寺めぐり』が放送開始。全国どこでもテレビを通じて当局制作の番組が視聴できるようになった。

## 主な番組
自社およびテレビ東京以外が制作しているものには、制作局を表記した。なお、重大な災害等が発生しテレビ東京で報道特別番組が組まれた場合は、番組を中断・休止して同時ネットすることがある。
現在の番組の詳細は、公式サイトの番組一覧あるいは週間番組表を参照。

### 自社制作
毎日
- 算数教室 （オープニング、クロージング）[18]
- TVNニュース

平日
- ゆうドキッ!（月 - 木曜 18:00 - 18:25、金曜 17:30 - 18:25）※連動データ放送

火・日曜日
- 県政フラッシュ（22:54 - 23:00）※字幕放送（2013年5月1日から。奈良テレビ単独放送の番組では初の字幕放送対応）[19]

火曜日
- 笑い飯西田のてくてく大喜利（23:05 - 23:35）[20]

金曜日
- ならフライデー9（20:57 - 21:57）※連動データ放送

土曜日
- 千客万来!ならCoCo（21:00 - 21:30 毎月第1週）[21][22] ※字幕放送、連動データ放送
- Origin～私の原点、奈良～（21:00 - 21:15 毎月第2週）[23] ※字幕放送、連動データ放送
- 笑い飯哲夫のおもしろ社寺めぐり（21:30 - 22:00、BSよしもととの共同制作）※字幕放送

期間限定の番組
- 高校野球奈良県大会中継（高校野球の予選期間中。1・2回戦は近鉄ケーブルネットワーク自主放送のチャンネル向けに放送[24]。3回戦から地上波放送）
- ドラマティックナイン（高校野球の予選期間中 月 - 金曜 23:58 - 翌0:13、日・月曜〈土・日曜深夜〉0:00 - 0:15）
- ダイドードリンコ杯少年野球大会（10月または11月）

大会終了後に録画放送。2015年までは日曜 18:30 - 19:54に放送。2016年は日曜 19:00 - 19:54に放送。
- 奈良マラソン中継（12月）
- 高校サッカー中継（年末年始[25]）
- 高校ラグビー中継 （年末年始）
- 市町村対抗子ども駅伝大会中継 （3月）
- 奈良県公立高校入試解答速報（3月）

不定期
- 映像なら百景
- なら★ジツワ研究所

インターネット配信限定
- てっぺんどこですか?（不定期）

### 独立局
KBS京都
- うまDOKI（土曜 15:00 - 16:00）※同時ネット

サンテレビ
- みんなで歌おう♪楽しい童謡コーラス（土曜 8:45 - 9:00）
- 広沢克実のGOLFに夢中!（日曜 23:30 - 翌0:00）

共同制作
- 日本ふるさと百景（不定期放送）

### テレビ東京系列
前述のように、デジタル放送の開始当初（2006年（平成18年）6月まで）は時差ネットのみハイビジョンで放送されていた。

#### 同時ネット
テレビ東京で字幕放送を行っている番組は字幕放送を行っている。また、ゴールデンタイム（主に19・20時台）の番組については自主編成等で臨時非ネットとすることがある。
平日
- ワールドビジネスサテライト（月曜 - 木曜 22:00 - 22:58、金曜 23:00 - 23:58）

月曜日
- YOUは何しに日本へ?（18:25 - 20:00）[27]
- 月曜プレミア8（20:00 - 21:54）[27]
  - 主治医が見つかる診療所
  - 世界!ニッポン行きたい人応援団
- ドラマプレミア23（23:06 - 23:55）

火曜日
- 火曜エンタ（18:25 - 19:54）[28]
- ありえへん∞世界（19:54 - 20:54）[28]
- 開運!なんでも鑑定団（20:54 - 21:54）[29]

水曜日
- ソレダメ!〜あなたの常識は非常識!?〜（18:25 - 19:54）
- 水バラ（19:54 - 21:00）
- 何を隠そう…ソレが!（21:00 - 21:54）

木曜日
- タクシー運転手さん一番うまい店に連れてって!（18:25 - 19:58）
- 有吉木曜バラエティ（19:58 - 20:54）
- ナゼそこ?（21:00 - 21:54）
- 日経スペシャル カンブリア宮殿（23:06 - 23:55）

金曜日
- ポケットモンスター（18:55 - 19:25）[30]
- 日経スペシャル ガイアの夜明け（22:00 - 22:54）

土曜日
- 土曜スペシャル（18:30 - 19:54）[31]
- 出川哲朗の充電させてもらえませんか?（19:54 - 20:53）[31]

日曜日
- 日曜ビッグバラエティ（18:55 - 21:00）[32]
- 家、ついて行ってイイですか?（21:00 - 21:54）[33]
- 有吉ぃぃeeeee!そうだ!今からお前んチでゲームしない?（22:00 - 22:48）[34]

その他
- ナマ虎スタジアム（火曜 18:25 - 20:54、土曜 18:30 - 20:54、テレビ大阪制作）[35]

阪神タイガース戦同時ネット。延長なし。
- 年忘れにっぽんの歌[36]
- 東急ジルベスターコンサート[37]

#### 遅れネット
平日
- 昼めし旅 〜あなたのご飯見せてください!〜（月曜 - 金曜 15:00 - 15:30）[38]

月曜日
- 二軒目どうする?〜ツマミのハナシ〜（0:30 - 1:00（日曜深夜））
- BORUTO-ボルト- -NARUTO NEXT GENERATIONS-（7:30 - 7:59）
- 飯尾和樹のずん喫茶（10:00 - 10:30、BSテレ東制作）

火曜日
- 怪獣8号（1:00 - 1:30（月曜深夜））
- パウ・パトロール（7:30 - 8:00）
- 男子ごはん（10:00 - 10:30）
- HiHi JetsのHiしか言いません!（23:35 - 翌0:00）

水曜日
- ゴッドタン（1:00 - 1:25（火曜深夜））
- シナぷしゅ（7:30 - 7:59）
- モヤモヤさまぁ〜ず2（8:30 - 9:15）
- 知られざるガリバー（23:01 - 23:30）

木曜日
- 絆のアリル（1:00 - 1:30（水曜深夜））
- ポケモンとどこいく!?（7:30 - 7:59）
- 洋子の演歌一直線（14:00 - 14:30）

金曜日
- アップグレードゴルフ（1:30 - 2:00（木曜深夜））
- 遊☆戯☆王ゴーラッシュ!!（7:30 - 7:59）
- となりのスゴイ家（8:30 - 9:25、BSテレ東制作）
- シンカリオン チェンジ ザ ワールド（19:25 -19:55）
- あの本、読みました?（20:00 - 20:53、BSテレ東制作）

土曜日
- きらきらアフロTM（0:30 - 1:00（金曜深夜））
- しまじろうのわお!（7:00 - 7:30、テレビせとうち制作）
- オーイ!とんぼ（8:30 - 9:00）
- THEフィッシング（12:00 - 12:28、テレビ大阪制作）
- おとな旅あるき旅（12:30 - 13:00、テレビ大阪制作）
- 発見!!食遺産（13:30 - 13:55、テレビ大阪制作）
- 所さんの学校では教えてくれないそこんトコロ!（22:00 - 22:54）
- ぴったり にちようチャップリン（23:35 - 24:00）

日曜日
- 夫を社会的に抹殺する5つの方法（1:00 - 1:30（土曜深夜））
- 新美の巨人たち（7:30 - 7:59）
- やすとものどこいこ!?（9:00 - 9:55、テレビ大阪制作）

### その他
制作局不明の番組も含む。
- 憎くても愛してる（月曜 - 水曜 16:00 - 16:30、韓国KBS）
- うたなび!（月曜 14:00 - 14:30、日音）
- モーターゾーンTV（火曜 1:00 - 1:30（月曜深夜）、エムテックゾーン）
- 山崎ていじのさわやか歌謡曲（火曜 14:00 - 14:30）
- いい福みつけ旅（水曜 23:30 - 24:00、グッドラック）
- 演歌ジャックス（水曜 14:00 - 14:30）
- 清水節子と蒔田由美子の歌日記（金曜 14:00 - 14:30）
- 大阪芸大テレビ（土曜 18:15 - 18:30）
- 全国高校野球選手権大会リレー中継（8月、朝日放送テレビ制作）

### 過去の放送番組

#### 自社制作番組
- UTNジョッキー ミュージック・イン・ナラ
- 街かどウォッチャー
- ざっくばらん（デジタル放送の試験放送中、金曜のみ）
- 好きっぷウォーカー
- あっとほ〜む
- Sweet Cafe'music
- キャッチ!55
- 週刊カラオケざんまい
- カラオケDEチャンス
- ライブジャパン歌謡ステップ
- 立原不動産発 いえナビっ!
- いつもどこかで
- ニュースONステージ
- TVNラビリンスシアター
- 奈良テレビ放送エントランスコンサート
- 奈良テレビ文化スタジオこころ大学
- まちかどヒルズ
- 馬場章夫のなら!みち見聞録
- いそべっちの気まぐれプチ旅行
- NEWSライン
- 気になる時間
- 喝采座
- 土曜エンターテインメント ギャロップ
- NEWSジャーナル コンタクト
- 気ままに駅サイト!
- News Up なら
- ぜっぴん!!→ぜっぴん!!+
- いきいきタウン（『ゆうドキッ!』 金曜日コーナーへ移行）
- 漢字教室
- 奈良!そこが知りたい
- NEXT-輝け!アスリートたち-
- 幸福の1枚
- 気ままに歩こーく!
- ラナが、やるナラ。
- 気ままにいってきバ〜ス
- 西国三十三所 観音巡礼 祈りの旅（ぎふチャン・三重テレビ・びわ湖放送・KBS京都・サンテレビ・テレビ和歌山・BS11との共同制作）
- おうちでなら勉
- 中西進の万葉こゝろ旅
- 加藤雅也の角角鹿鹿[39]
- 県民だより奈良 ならいいね!（21:00 - 21:30 毎月第2週）[40] ※連動データ放送

#### 独立局
千葉テレビ
- ハーベストタイム
- MUSIC LAUNCHER
- アイドルパーティー（途中で打ち切り）

テレビ神奈川
- クルマでいこう!（途中で打ち切り）

三重テレビ
- 伝統の継承～笑顔に逢いに～
- 学び舎の歌声〜With a Smile〜
- ええじゃないか。

KBS京都
- KEIBAワンダーランド
- 中央競馬ダイジェスト
- ごりやくさん

サンテレビ
- 原田伸郎のめざせパーゴルフⅢ
- 笑い飯・千鳥の舌舌舌舌
- GOLF武勇伝

#### 日本テレビ系列
- DAISUKI!（日曜16:30から放送されていたが1997年（平成9年）10月に読売テレビに移行）
- たのしい園芸

#### テレビ朝日系列
朝日放送テレビ
- 風に向って走れ!〜芸大女子駅伝部〜

#### テレビ東京系列

##### 同時ネット

###### 報道・スポーツ
- 株式ニュース→Closing Bell→NEWS FINE（第1部）→Mプラス Express→L4 YOU!プラス（途中で打ち切り）
- NEWSほっとライン→夕方いちばんKANSAI→満点!しあわせテレビ→ニュースアイKANSAI（途中で打ち切り） いずれもTVO制作
- メガTONニュースTODAY→TXNニュース THIS EVENING→TXNニュースワイド 夕方いちばん→TXNニュースアイ→速ホゥ!→NEWS FINE（第2部、途中で打ち切り）
- スポーツTODAY→スポーツ魂→メガスポ!→neo sports（週末版のみ、途中で打ち切り）

###### ワイドショー
- レディス4→L4 YOU!（途中で打ち切り）
- 日経スペシャル 未来世紀ジパング〜沸騰現場の経済学〜

###### バラエティ
- ヤンヤン歌うスタジオ（UTN時代）
- 月曜エンタぁテイメント
- いきなり結婚生活
- TVチャンピオン
  - TVチャンピオン2
- ド短期ツメコミ教育!豪腕!コーチング!!
- 元祖!でぶや
- お茶の間の真実〜もしかして私だけ!?〜
- 主治医が見つかる診療所（第1期）
- 新説!?日本ミステリー
- 決着!歴史ミステリー
- チャンピオンズ〜達人のワザが世界を救う〜
- ペット大集合!ポチたま
- 田舎に泊まろう!
- ザ・逆流リサーチャーズ→逆流!シラベルトラベル
- 世界を変える100人の日本人! JAPAN☆ALLSTARS
- ピラメキーノG
- この日本人がスゴイらしい。Brand New Japan
- やりすぎコージー
- 空から日本を見てみよう
- 爆笑問題の大変よくできました!
- 仰天クイズ! 珍ルールSHOW
- 〜どうぶつ冒険バラエティ〜ワンダ!
- トーキョーライブ22時
- そうだ旅（どっか）に行こう。
- 〜突撃!はじめましてバラエティ〜イチゲンさん
- 水曜エンタ
- ウソのような本当の瞬間!30秒後に絶対見られるTV
- 一茂&良純の自由すぎるTV
- 先生、、、どこにいるんですか? 〜会って、どうしても感謝の言葉を伝えたい。〜
- 手紙バラエティ 三丁目のポスト （テレビ大阪制作）
- 和風総本家（テレビ大阪制作）
- おはスタ（2021年9月30日で打ち切り）
- 超かわいい映像連発!どうぶつピース!!
- デカ盛りハンター（2024年春改編で打ち切り）

###### 音楽
- 木曜8時のコンサート～名曲!にっぽんの歌～→金曜7時のコンサート〜名曲!にっぽんの歌〜

###### ドラマ・コメディ
- 新春ワイド時代劇
- 水曜ミステリー9（第2期）
- 神様のカルテ
- ドラマBiz
  - ヘッドハンター
  - ラストチャンス 再生請負人
  - ハラスメントゲーム
  - よつば銀行 原島浩美がモノ申す!〜この女に賭けろ〜
  - スパイラル〜町工場の奇跡〜
  - リーガル・ハート〜いのちの再建弁護士〜
  - ハル〜総合商社の女〜
  - 病院の治しかた〜ドクター有原の挑戦〜
  - 行列の女神〜らーめん才遊記〜
- ドラマプレミア10
  - 共演NG
  - アノニマス〜警視庁“指殺人”対策室〜
- ドラマプレミア23
  - 珈琲いかがでしょう
  - シェフは名探偵
  - うきわ -友達以上、不倫未満-
- 金曜8時のドラマ
  - シリーズ化作品
    - 刑事吉永誠一 涙の事件簿
    - 三匹のおっさん
    - 釣りバカ日誌〜新入社員 浜崎伝助〜
    - 警視庁ゼロ係〜生活安全課なんでも相談室〜
    - 特命刑事 カクホの女
    - 執事 西園寺の名推理
    - 駐在刑事
    - 記憶捜査〜新宿東署事件ファイル〜

  - マルホの女〜保険犯罪調査員〜
  - ラスト・ドクター〜監察医アキタの検死報告〜
  - 保育探偵25時〜花咲慎一郎は眠れない!!〜
  - 僕らプレイボーイズ 熟年探偵社
  - ドクター調査班〜医療事故の闇を暴け〜
  - 石川五右衛門
  - ヤッさん〜築地発!おいしい事件簿〜
  - ユニバーサル広告社〜あなたの人生、売り込みます!〜
  - 警視庁強行犯係 樋口顕

###### ドキュメンタリー
- 経済ドキュメンタリードラマ ルビコンの決断

###### アニメ
- ポケットモンスター XY→ポケットモンスター XY&Z→ポケットモンスター サン&ムーン→ポケットモンスター
- NARUTO -ナルト- 疾風伝
- スナックワールド
- 新幹線変形ロボ シンカリオンZ

###### 紀行
- にっぽん!いい旅
- 太川蛭子の旅バラ

##### 遅れネット

###### バラエティ
- ミリオン家族（『スキバラ』枠の『ココリコ…』時代からネット）
- タカアンドトシの空飛ぶチェリーパイ
- キンコンヒルズ
- Hi! Hey! Say!
- 遠藤淳
- ウェルカムTV
- ハロモニ@
- ハローモーニング
- 音楽ば〜か
- ちょいとマスカット!→おねだりマスカットDX!→おねだりマスカットSP!
- 火曜エンタテイメント!
- 月曜プレミア!（途中で打ち切り）
- 週末YY JUMPing
- 料理の怪人
- ハケンOLは見た!
- アリなし〜アリケン★ゴールデンスタジアム〜
- 極嬢ヂカラPremium
- KOZY'S NIGHT 負け犬勝ち犬
- くだまき八兵衛X
- スター姫さがし太郎
- イラっとくる韓国語講座
- ヤンヤンJUMP
- お金がなくても幸せライフ がんばれプアーズ!
- 実録世界のミステリー
- ペット大行進! ど〜ぶつくん
- おしかけスピリチュアル
- 腹ペコ!なでしこグルメ旅（途中で打ち切り）
- 解決スイッチ
- ざっくりハイタッチ
- 超ポンコツさまぁ〜ず
- 母ちゃんに逢いたい!
- 自慢したい人がいます〜拝啓 ひねくれ3様〜
- ABChanZoo
- チマタの噺
- 石橋勝のボランティア21 テレビ大阪制作
- たかじんNOマネー〜人生は金時なり〜 テレビ大阪制作[41]
- おでかけ発見バラエティ かがくdeムチャミタス! テレビ大阪制作
- 空から日本を見てみようplus BSテレ東制作（途中で打ち切り）
- まさはる君が行く!ポチたまペット大集合 BSテレ東制作
- 開運!なんでも鑑定団 極上!お宝サロン BSテレ東制作
- TVチャンピオン極 〜KIWAMI〜 BSテレ東との共同制作
- 出没!アド街ック天国（2021年3月で打ち切り）

###### 音楽
- ミューズの晩餐 My Song, My Life

###### ドラマ・コメディ
- 喧嘩屋右近
- 水曜ミステリー9（第1期）
- ケータイ捜査官7
- 俺たちは天使だ! NO ANGEL NO LUCK[42]
- テレビ東京月曜10時枠の連続ドラマ
  - 最上の命医→鈴木先生→IS〜男でも女でもない性〜
- 衝撃ゴウライガン!!
- 『ドラマ24』枠の連続ドラマ
  - 嬢王→2ndハウス→下北GLORY DAYS→怨み屋本舗
  - 嬢王 Virgin→マジすか学園→トラブルマン→モテキ→嬢王3 〜Special Edition〜→URAKARA→マジすか学園2→勇者ヨシヒコと魔王の城→ここが噂のエル・パラシオ→撮らないで下さい!!グラビアアイドル裏物語→クローバー→マジすか学園3→勇者ヨシヒコと悪霊の鍵→まほろ駅前番外地→みんな!エスパーだよ!→リミット→殺しの女王蜂→なぞの転校生→リバースエッジ 大川端探偵社→アオイホノオ→玉川区役所 OF THE DEAD→怪奇恋愛作戦→不便な便利屋→初森ベマーズ→孤独のグルメ Season5→東京センチメンタル→ナイトヒーロー NAOTO→侠飯〜おとこめし〜→勇者ヨシヒコと導かれし七人→孤独のグルメ Season6→下北沢ダイハード→オー・マイ・ジャンプ! 〜少年ジャンプが地球を救う〜→フルーツ宅配便→孤独のグルメ Season8→コタキ兄弟と四苦八苦→浦安鉄筋家族
- 『土曜ドラマ24』枠の連続ドラマ
  - 昼のセント酒→徳山大五郎を誰が殺したか?→潜入捜査アイドル・刑事ダンス→銀と金→マッサージ探偵ジョー→居酒屋ふじ→フリンジマン〜愛人の作り方教えます〜
- こえ恋
- セトウツミ
- MASKMEN
- 宮本から君へ
- 日本ボロ宿紀行
- サ道
  - サ道2021
- 電影少女 -VIDEO GIRL MAI 2019-
- ひとりキャンプで食って寝る
- テレビ演劇 サクセス荘シリーズ
- 新米姉妹のふたりごはん
- 死役所
- 絶メシロード
- 捨ててよ、安達さん。
- ゆるキャン△
  - ゆるキャン△2
- ミリオンジョー
- びしょ濡れ探偵 水野羽衣
- おじさまと猫
- メンズ校
- 僕はどこから
- バイプレイヤーズシリーズ[43]
- レンタルなんもしない人
- 私の夫は冷凍庫に眠っている
- 浅田次郎 プリズンホテル BSテレ東制作
- 池波正太郎時代劇 光と影 BSテレ東制作
- サイレント・ヴォイス 行動心理捜査官・楯岡絵麻 BSテレ東制作
- 人形佐七捕物帳（BSテレ東制作）
- やじ×きた 元祖・東海道中膝栗毛（BSテレ東制作）

###### ドキュメンタリー
- Crossroad（途中で打ち切り）
- 山田孝之のカンヌ映画祭

###### アニメ
- 銀河戦国群雄伝ライ
- まんが猿飛佐助（UTN時代）[44]
- まいっちんぐマチコ先生（同上）
- キャプテン翼(1983年版)（同上）[45]
- 新みつばちマーヤの冒険（同上）
- りぼん魔法少女シリーズ
  - 姫ちゃんのリボン→赤ずきんチャチャ→ナースエンジェルりりかSOS→こどものおもちゃ
- 新世紀エヴァンゲリオン

1996年頃の音声多重放送開始前にモノラル音声で放送。1997年の音声多重放送開始後に、ステレオ音声で再放送が行われている。
- シスター♥プリンセス（無印のみネット）
- とっとこハム太郎（第1期・第2期のみ）
- のりスタ!
- ぷるるんっ!しずくちゃん
- ジュエルペット てぃんくる☆→ジュエルペット サンシャイン→ジュエルペット きら☆デコッ!
- ポケットモンスター(平成版)→ポケットモンスター アドバンスジェネレーション→ポケットモンスター ダイヤモンド&パール→ポケットモンスター ベストウイッシュ→ポケットモンスター ベストウイッシュ シーズン2
- ヒカルの碁
- しゅごキャラ!
- リルぷりっ
- ケロロ軍曹[46]
- ハヤテのごとく!（第1期のみ）
- きらりん☆レボリューション
- スティッチ!
- ポケモン☆サンデー→ポケモンスマッシュ!→ポケモンゲット☆TV
- ゴルゴ13
- しましまとらのしまじろう→はっけん たいけん だいすき! しまじろう→しまじろう ヘソカ
- 毎日かあさん
- メタルファイト ベイブレード
  - メタルファイト ベイブレード 爆
  - メタルファイト ベイブレード 4D
  - メタルファイト ベイブレード ZEROG
- FAILY TAIL
- イナズマイレブン
  - イナズマイレブンGO
  - イナズマイレブンGO クロノ・ストーン
  - イナズマイレブンGO ギャラクシー
  - イナズマイレブン アレスの天秤
  - イナズマイレブン オリオンの刻印
- ダンボール戦機
  - ダンボール戦機W
  - ダンボール戦機WARS
- 銀魂→銀魂'（第2期、延長戦）→銀魂°（第3期）→銀魂.（第4期）
- BLEACH
- 遊☆戯☆王シリーズ
  - 遊☆戯☆王5D's
  - 遊☆戯☆王デュエルモンスターズGX
  - 遊☆戯☆王ZEXAL
  - 遊☆戯☆王ZEXAL II
  - 遊☆戯☆王ARC-V
  - 遊☆戯☆王VRAINS
  - 遊☆戯☆王SEVENS
- Wake Up, Girls!
- しろくまカフェ
- ぎんぎつね
- ガールフレンド（仮）
- たまごっち!→たまごっち! ゆめキラドリーム→たまごっち! みらくるフレンズ→GO-GO たまごっち!→たまごっち! たまともだいしゅーGO
- 弱虫ペダル→弱虫ペダル GRANDE ROAD
- のんのんびより→のんのんびより りぴーと
- ガンダムビルドファイターズ→ガンダムビルドファイターズトライ（ガンダムビルドダイバーズは未放送）
- ダイヤのA→ダイヤのA -SECOND SEASON-→ダイヤのA actII
- ワンパンマン
- けものフレンズ
- D.Gray-man HALLOW
- 美男高校地球防衛部LOVE!→美男高校地球防衛部LOVE!LOVE!
- 灼熱の卓球娘
- ベイブレードバースト→ベイブレードバースト ゴッド→ベイブレードバースト 超ゼツ
- プリティーシリーズ（『プリティーリズム』は未放送）
  - プリパラ
  - アイドルタイムプリパラ
  - キラッとプリ☆チャン
  - ワッチャプリマジ!
- 妖怪ウォッチ→妖怪ウォッチ シャドウサイド→妖怪ウォッチ!→妖怪学園Y 〜Nとの遭遇〜→妖怪ウォッチ♪
- かみさまみならい ヒミツのここたま（続編『キラキラハッピー★ ひらけ!ここたま』は未放送）
- 深夜!天才バカボン
- 八月のシンデレラナイン
- 京都寺町三条のホームズ
- 斉木楠雄のΨ難
- 文豪とアルケミスト
- テレビ愛知制作土曜朝8時枠のアニメ
  - 東京ミュウミュウ
  - トミカヒーロー レスキューファイアー
  - トランスフォーマー アニメイテッド
  - カードファイト!! ヴァンガード（第1期のみ）
  - 超ロボット生命体 トランスフォーマー プライム
- テレビ大阪制作日曜朝9時30分枠のアニメ
  - ぐるぐるタウンはなまるくん→Cosmic Baton Girl コメットさん☆
  - ぴたテン→ギャラクシーエンジェル(第3期)→デ・ジ・キャラットにょ（途中で打ち切り）
  - おねがいマイメロディ 〜くるくるシャッフル!〜→アニメロビー→おねがい♪マイメロディ きららっ★→ジュエルペット

###### 教養
- 目からウロコの骨董塾 BSテレ東制作

###### 紀行・旅
- ドラGO!
- 車あるんですけど…?
- 博多華丸のもらい酒みなと旅シリーズ
- 遊びに行こっ! テレビ愛知制作
- 綾小路きみまろの人生ひまつぶし テレビ大阪制作
- おばあちゃんの台所 テレビせとうち制作（途中で打ち切り）[47]
- 地球ゆうゆう紀行 BSテレ東制作
- Love Earth 地球遺産の旅 BSテレ東制作
- にっぽん原風景紀行 BSテレ東制作
- バカリズムの30分ワンカット紀行（BSテレ東制作）

###### スポーツ
- ゴルフ宮里道場[48]
- ゴルフの真髄
- 石田純一のサンデーゴルフ
- 日曜ゴルフっしょ!

###### スポーツ中継
- タイムリーナイター（テレビ大阪制作の阪神タイガース戦を改題して放送）
- プロ野球中継バファローズアワー（近鉄主催ゲーム、テレビ大阪制作とKBS京都制作があり改題して放送）
- 三菱ダイヤモンド・サッカー

#### フジテレビ系列
- フランダースの犬
- ラーゼフォン

#### UHFアニメ
- あまえないでよっ!!シリーズ
- アニメ魂(アニメスピリッツ)（2004年7月の『月は東に日は西に』・『Wind』から）[49]
- 角川書店が関与している作品
  - N・H・Kにようこそ!
  - フルメタル・パニック!（2008年の再放送版）
    - フルメタル・パニック? ふもっふ（同上）
    - フルメタル・パニック! The Second Raid（同上）

  - 空を見上げる少女の瞳に映る世界
  - 涼宮ハルヒの憂鬱（2009年版）
- B型H系
- 銀河機攻隊 マジェスティックプリンス

#### その他
- パチンコ・パチスロ大冒険ジャンバリ〜黄金ホールに眠る秘宝〜
- 奈良演歌劇場
- 演歌百撰
- 素人芸なりきりテレビ
- スロット攻略センターガチスロ〜必見!!設定の判別論〜
- 誤嚥にナラん!体操
- うたなび!
- 奈良ならナラナラTV〜奈良市政情報〜
- はじめましてツキムラです。
- ニュース女子（DHCテレビジョン）

## スタジオ
- メインスタジオ（220m2）

『ゆうドキッ!』、『ならフライデー9』、『県民だより奈良　ならいいね!』、『ドラマティックナイン』や、県立高校入試解答速報、選挙速報、その他収録番組で使用。
- ニューススタジオ（50m2）

『県政フラッシュ』、『TVNニュース』で使用。
- 第3スタジオ

過去には収録の講義番組などで使用。

## 情報カメラ
いずれも、『ゆうドキッ!』の放送開始に伴って設置された。当初はハイビジョン非対応だったが、後にハイビジョン対応の機種に更新されている。
- 本社鉄塔（若草山、東大寺大仏殿方向）
- 近鉄奈良駅ビル（奈良市街、生駒山方向）
- 奈良県立医科大学屋上（大和高田バイパス方向）

## チャンネル

### デジタル放送
親局の送信所は、従来の松尾山から生駒山の東中腹に移された。
これにより結果的に、アナログ放送よりも北方向（大阪府北東部や京都府南部など）へ受信可能エリアが広がった。また栃原中継局は、和歌山県北東部（橋本市・紀の川市等）も受信可能エリアとなった（しかし、あくまでも放送対象エリアの免許は奈良県域である）。
親局送信所が移転した理由として、アナログ放送時代に、当社はUHFで送信しているにもかかわらず、奈良盆地ではVHFアンテナしか設置されていない世帯や、UHFアンテナを設置していても、神戸方面（サンテレビジョン）や京都方面（KBS京都）へのスピルオーバー狙いの世帯が多く、視聴者確保で苦労したからである。
デジタル放送開始に備え、奈良市内に古都・奈良ならではの歴史的建築物をイメージした新社屋を建設。2004年（平成16年）10月22日に竣工し、同年11月1日に本社機能を新社屋へ移転、2005年（平成17年）4月1日に放送センターも新社屋へ移転した。また、自社でハイビジョン対応の中継車を導入した。こちらも参照）。
2005年（平成17年）12月2日3時には、試験電波の発射を開始。試験放送中は、テレビ東京発の番組は遅れネット分を含めて全て画面比4:3の標準画質での放送だったが、『ニュースONステージ』や『ざっくばらん』などのメインスタジオを使用する生放送の番組はこの頃からハイビジョン放送となった（特に『ざっくばらん』は、すでにこの頃からVTRもほとんどがハイビジョン化されていた）。2006年（平成18年）4月の本放送開始後は、一部のCMやテレビ東京などの他局の制作番組も遅れネット分が、翌7月の中継回線デジタル化以降は大半の番組がハイビジョン化され、同時にデータ放送も開始した。
リモコンキーIDは近畿総合通信局から「9」が割り当てられた。全国的にみても地上波無線放送局で「9」はTOKYO MXと本局のみ。
中継局に関しては、アナログ放送時代は最大で50局が設置されていたが、デジタル放送では難視聴地域において他の中継局やケーブルテレビを活用してカバーすることになり、わずか8局の設置に留まり、地上波放送のテレビ局としては全国最少の数となった。これは、県北西部（奈良盆地）に県内人口の9割が集中しており、これらの世帯のほとんどが生駒親局か栃原局のどちらかを受信できることや、残り1割の人口が散在している吉野・大和高原地域をカバーするには、アナログ放送と同等の数十か所もの中継局の開設が必要となり、経営を圧迫することが勘案されたためである。アナログ時代の両地域の中継局の中には、共聴設備への導入や過疎化などで直接受信世帯が皆無になった局もあり、地デジへの完全移行よりも前に廃止されたところもある。
一方で、県中部に位置する栃原局や五条丹原局以南の地域には一切中継局が設置されておらず（ミニサテライト局を含む）、これらの地域では『こまどりケーブル』における再放送をもって代替することになった。
公式サイト内の送信所一覧図によると、奈良県内のほぼ全域のほか、その周辺の京都府南部、和歌山県北東部、大阪府東部の一部、三重県伊賀地域の一部などをサービスエリアとしている。
JONM-DTV
- 生駒親局（生駒山東中腹）

チャンネル - 29ch 空中線電力 - 100W、実効輻射電力 - 2.3kW
- 栃原中継局 21ch 10W 実効輻射電力92W（栃原岳）

開局当初は22chだったが、同一周波数を使用しているNHK神戸放送局の総合テレビとの混信により周波数を変更（22chは、2012年1月31日をもって停波）。
- 五条丹原中継局 22ch 0.01W（垂直偏波）
- 桜井慈恩寺中継局 32ch 0.01W（垂直偏波）
- 朝倉台中継局 34ch 0.1W（水平偏波）[59]
- 三郷立野中継局 46ch 0.3W（垂直偏波）
- 三郷南畑中継局 46ch 0.01W（垂直偏波）
- 高取中継局 51ch 3W（水平偏波）
- 生駒あすか野中継局 41ch 0.01W（垂直偏波）

### アナログ放送
2011年7月24日をもって終了。開局当初は松尾山親局、奈良西、栃原岳の3か所のみで、奈良北西部エリアである奈良市、生駒市、桜井市、大和高田市、吉野町をはじめとした地域、並びに近県では京都府京都市・宇治市・城陽市、大阪府枚方市・高槻市、和歌山県橋本市・かつらぎ町・粉河町（現紀の川市）などの一部地域が想定サービスエリアとされ、奈良東部や奈良南部は事実上視聴することができなかった。
JONM-TV（出力は親局を除き映像出力。音声出力は映像出力の4分の1）
- 奈良親局（松尾山）

55ch（空中線形式 4L双ループ3段4面、実効輻射電力 映像8.3kW、音声2.08kW）
|      | 空中線電力 | 実効輻射電力 |
| ---- | ---------- | ------------ |
| 映像 | 1kW        | 8.3kW        |
| 音声 | 0.25kW     | 2.08kW       |

チャンネルポジションは、NHKや在阪局が使用しない1・3・5・7・9・11のいずれかに設定されていた。
下記の中継局以外にも多数中継局が存在した。複数掲載されているものは、アナアナ変更前によりチャンネルが変更された。
- 栃原中継局 41ch→42ch 100w 実効輻射電力830W（栃原岳）
- 生駒奈良北中継局 26ch→60ch 30W 実効輻射電力250W（生駒山東中腹）
- 宇陀中継局 27ch→53ch 10W 実効輻射電力28W（笠間嶽山）
- 吉野中継局 42ch 10W（六雄山）
- 吉野南大野中継局 41ch
- 吉野奥六田中継局 41ch
- 吉野六田中継局 62ch
- 吉野国栖中継局 41ch
- 吉野中荘中継局 53ch
- 吉野丹治中継局 62ch
- 吉野佐々羅中継局 62ch
- 都祁中継局 61ch 10W（真平山）
- 奈良西中継局 59ch→42ch 10W（飛鳥ゴルフ場）
- 大和大塔中継局 42ch 10W（行者峰）
- 大和大塔南中継局 54ch
- 山添中継局 41ch 3W（神野山）
- 山添南中継局 30ch
- 橿原中継局 62ch 3W（白橿北小学校屋上）
- 橿原山辺三中継局 62ch
- 初瀬中継局 54ch 3W（向山）
- 三郷立野中継局 54ch 3W（垂直偏波）
- 平群中継局 47ch 3W
- 榛原中継局 42ch 3W（大手山）
- 室生大野中継局 41ch 3W（ワタ山）
- 室生無山中継局 39ch
- 菟田野中継局 41ch 3W（宇陀市菟田野支所南方高地）
- 曽爾中継局 41ch 3W（楯岡山）
- 御杖中継局 41ch 3W（秋葉山）
- 御杖土屋原中継局 53ch
- 西吉野中継局 53ch 3W（竜王山、垂直偏波）
- 天川川合中継局 41ch
- 天川洞川中継局 54ch
- 十津川平谷中継局 41ch
- 十津川折立中継局 42ch
- 十津川上野池中継局 54ch
- 十津川小原中継局 54ch
- 川上柏木中継局 41ch
- 川上東川中継局 54ch
- 下北山中継局 41ch
- 下北山池原中継局 54ch
- 下北山寺垣内中継局 61ch
- 三郷南畑中継局 41ch
- 五篠丹原中継局 41ch
- 香芝関屋中継局 42ch
- 桜井慈恩寺中継局 46ch
- 生駒あすか野中継局 50ch
- 大淀佐名伝中継局 62ch

## 区域外再放送
以下の奈良県外のケーブルテレビでは、区域外再放送が行われている。
- 京都府
  - KCN京都[62]
- 大阪府
  - 近鉄ケーブルネットワーク（「KCN」・同局と提携するKCN eo光テレビも対象だが、いずれも四條畷市東部（田原地区）限定である[63]）

## アナウンサー
2025年（令和7年）2月現在、奈良テレビの公式ページで紹介しているのは以下の3人。過去には、番組単位で出演契約を結んでいたアナウンサーも「TVNアナウンサー」と称していた。

### 女性
- 川添伊代
- 吉川奈央
- 本田まりあ（2024年度より記者とアナウンサーを兼務。）

### 以前在籍したアナウンサー
過去に奈良テレビの公式ページで「TVNアナウンサー」として紹介されていた人名を記載。特記以外は全員奈良テレビ社員である。
○：2017年4月時点で奈良テレビ制作の番組にキャスターとして出演。
- 岡山正博（第1期生。現在大和高田支局シニアアドバイザー）
- 沢井美江
- 山根由美
- 宮津隆一
- 永倉由季（MC企画所属 MCタレント）
- 宮崎留実（圭三プロダクション所属）
- 臼井雅基（フリー）
- 坂口親宏（元テレビ和歌山アナウンサー）
- 森本光（昭和プロダクション所属、元瀬戸内海放送アナウンサー）
- 中野みき（MC企画所属）
- 仲吉容子（元松竹芸能所属タレント）
- 野上ともよ（元KBS京都制作の競馬中継アシスタント）
- 向ますみ（ボイスプロダクション所属）
- 内田裕子
- 井上佳也
- 野口晃秀（オフィスキイワード所属、元エフエム群馬アナウンサー）
- 古塩篤代（サン放送アカデミー所属）○
- 長田和彦（オフィスキイワード所属）○
- 青柳万美（昭和プロダクション所属）
- 寺田有希（2017年3月末退社、現：NHK京都）
- 釜本莉奈（2017年3月末退社、現：舞夢プロ所属）
- 裏野佐弥佳（現：オフィスキイワード所属）
- 飯田嘉太（元石川テレビ放送アナウンサー）
- 熨斗弓子（2019年4月末退社）
- 伊藤將也（地上デジタル放送推進大使“TEAM2011”メンバー、エフエム徳島より移籍、2022年12月末退社）
- 名倉涼（2023年12月末退社[65]、現：セイ プロダクション所属[66]）
- 井本幸（2025年1月末退社[67]）

## 不祥事
- 2025年
  - 2月 - 大阪支社長を務める50代の男性社員が奈良県生駒市にある近鉄・生駒駅構内の上りエスカレーターで、女性のスカートの中に手提げかばんを差し入れた疑いで逮捕された。[68]

## 番組表が掲載されている新聞
全国紙は除く。いずれもハーフサイズで、NHKや在阪局と同じフルサイズで掲載されている新聞は存在しない（2011年4月現在）。ただし、かつては朝日新聞（奈良版）に限り最終面にフルサイズで掲載されていた時期があった。
- 奈良新聞（地元紙）
- 奈良日日新聞（地元紙）
- 京都新聞
- 大阪日日新聞
読売新聞中部支社版にも、エリア外ではあるが2012年3月まで第2テレビ・ラジオ欄に掲載されていた。また中日新聞でも伊賀地域のみ、地域版ページに掲載されていたが、地上デジタル移行に伴い掲載を打ち切った。